# Trimeresurus schultzei
Trimeresurus schultzei är en ormart som beskrevs av Griffin 1909. Trimeresurus schultzei ingår i släktet Trimeresurus och familjen huggormar. IUCN kategoriserar arten globalt som livskraftig. Inga underarter finns listade i Catalogue of Life.
Arten förekommer på Palawan och på mindre öar av västra Filippinerna. Den lever i låglandet och i kulliga områden upp till 700 meter över havet. Trimeresurus schultzei vistas i skogar och i angränsande landskap med buskar.